# Terra de Soneira
Terra de Soneira egy comarca (járás) Spanyolország Galicia autonóm közösségében, A Coruña tartományban. Székhelye Vimianzo.

## Települések
A székhely neve félkövérrel szerepel.
- Camariñas
- Vimianzo
- Zas